# 夏卡 (阿格里真托省)
夏卡（義大利語：Sciacca），意大利西西里大区阿格里真托省的一个市镇。夏卡滨临地中海。总面积180.98平方公里，总人口40,894。

## 友好城市
- 巴西萨尔瓦多 2001年
- 義大利阿普里利亞 2003年
- 土耳其克爾謝希爾 2011年
- 土耳其穆斯塔法凱馬爾帕沙 2011年